# Eugene O'Neill
Eugene Gladstone O'Neill, född 16 oktober 1888 i New York, död 27 november 1953 i Boston i Massachusetts, var en amerikansk dramatiker. O'Neill belönades 1936 med Nobelpriset i litteratur.

## Biografi
I sin ungdom levde O'Neill ett kringflackande liv med olika ströjobb i New York. 1906–07 studerade han vid Princeton University. Han kom därefter att delta i en guldgrävarexpedition till Honduras, och arbetade sedan som sjöman. År 1912 blev O'Neill sjuk i tuberkulos, och lades in på sanatorium där han började intressera sig för dramatik. Efter att 1914–15 ha genomgått G.P. Bakers dramatikerutbildning vid Harvard University slog sig O'Neill 1916 slog sig ner i staden Provincetown på Cape Cod i Massachusetts, där han arbetade som fiskare och författade pjäser.
O'Neill inledde sitt författarskap med några naturalistiska enaktare med inslag av drömstämning och ödesmystik. Som organisatör och dramatiker bidrog han med att introducera realismen inom den amerikanska dramatiken under 1920-talet, samtidigt som han utvecklade en ymnig produktivitet. Till hans influenser räknas Anton Tjechov, Henrik Ibsen och August Strindberg.
O'Neill belönades med Pulitzerpriset för dramatik år 1920, 1922, 1928 och 1957 (postumt). År 1936 mottog han Nobelpriset i litteratur ”för [sin] av kraft, ärlighet och stark känsla samt självständig, tragisk uppfattning präglade dramatik”. Hans konst mötte särskild respons i Sverige, och Dramaten i Stockholm fick rätten till flera urpremiärer, bland annat av Lång dags färd mot natt 1956. Sedan dess utdelas årligen O'Neill-stipendiet för skådespelarinsatser vid teatern.

### Privatliv
Eugene O'Neill var son till skådespelaren James O'Neill och dennes hustru Ella, som var av irländskt påbrå. Modern utvecklade efter Eugenes smärtsamma förlossning ett beroende av morfin. Missbruket ledde till ett självmordsförsök 1903, vilket O'Neill tog mycket hårt.
Eugene O'Neill var gift tre gånger: med Kathleen Jenkins 1909–12, med författaren Agnes Boulton 1918–29 och från 1929 till sin död med skådespelaren Carlotta Monterey.
Dottern Oona O'Neill, som han fått i det andra äktenskapet, gifte sig som 18-åring 1943 med den 36 år äldre skådespelaren Charlie Chaplin. O'Neill, som sällan träffade dottern efter att tidigt ha skilt sig från hennes mor, blev rasande och försköt henne i vredesmod, och de försonades aldrig. Under sina sista år led O'Neill av Parkinsons sjukdom.

## Eftermäle
I Lars Noréns pjäs Och ge oss skuggorna (1991) skildras O'Neill med familj under de sista åren av hans liv.